# Canton de Vaud
Pour les articles homonymes, voir Vaud (homonymie).
Pour les articles ayant des titres homophones, voir VO, Vau, Vaux, Vaulx et Veau (homonymie).
Le canton de Vaud (VD) est l'un des 26 cantons de la Suisse. Il est divisé en dix districts et son chef-lieu est Lausanne. Le canton est le troisième du pays par sa population et le quatrième par sa superficie avec 845 870 habitants au 31 décembre 2023 et 3 212,03 km2. Le français est la seule langue officielle. Après Lausanne, ses plus grandes villes sont Yverdon-les-Bains et Montreux.
Il est situé en Suisse romande ; il est limitrophe du canton de Neuchâtel au nord, des cantons de Fribourg et de Berne à l'est, du canton du Valais au sud-est, du canton de Genève au sud-ouest et de la France à l'ouest par les départements du Doubs, du Jura et de l’Ain, et au sud par le département de la Haute-Savoie. La géographie du canton comprend les trois régions naturelles de la Suisse : le massif du Jura, le Plateau suisse et les Alpes suisses. Deux des plus grands lacs du pays, le Léman et le lac de Neuchâtel, sont situés en partie sur son territoire.
Ancien bailliage bernois, Vaud rejoint la Confédération suisse en tant que canton en 1803. Son drapeau porte la devise « Liberté et patrie » sur un fond blanc et vert.

## Étymologie
Le nom de Vaud viendrait du germanique wald- (forêt). La plus ancienne mention de ce toponyme, sous la forme Pagus Valdensis, qui signifie « Pays de Vaud », figure dans un acte de donation à l'abbaye de Saint-Maurice, daté du 8 octobre 765,,. La forme française Vaud montre la diphtongaison de /al/ à /au/ ; la forme allemande Waadt passa la monophtongaison francoprovençale de cet /au/ à /aː/ (Wôt, en fpr. Vâd),,,.
La dérivation du latin valdidum (forme vulgaire du latin Valdum) signifiant « fort », « solide » ou « puissant », en parlant d’un oppidum, d’une puissante place forte ou d’une solide position de défense, ne semble guère soutenue par la linguistique et l’onomastique[Interprétation personnelle ?].

## Géographie
Avec 3 212,03 km2, le canton de Vaud est le quatrième plus grand canton suisse. Il se situe en Suisse romande. Son point le plus élevé est un avant-sommet des Diablerets, culminant à 3 210 m (le vrai sommet se trouvant à 3 216 m, environ 120 m au nord-est, sur le territoire du canton du Valais), et son point le plus bas est le bord du Léman, à 372 m. Les communes les plus éloignées du canton sont distantes de 102,1 km (Chavannes-des-Bois au sud-ouest, Cudrefin au nord-est). Le territoire est varié : il s'étend de la chaîne de montagnes du Jura – à l'ouest – aux Alpes – à l'est –, en passant par le Plateau suisse, la plus grande région du territoire. En bordant la rive nord et l'extrémité est du Léman, il possède la majorité du rivage lémanique.
Le canton de Vaud occupe la majeure partie de l'ouest de la Suisse. Son territoire s'étend sur le Moyen-Pays, les Alpes et le Jura. Au nord-est ses frontières sont marquées par le lac de Morat et le lac de Neuchâtel, au nord et à l'ouest par les crêtes du Jura (1 679 m), au sud par le Léman et au sud-est par les Alpes vaudoises. Du point de vue hydrologique, les cours d'eau du canton de Vaud sont situés sur les bassins versants du Rhône (un tiers du territoire) et de l'Aar, sous-bassin versant du Rhin (deux tiers du territoire).
Il possède des frontières cantonales au sud-ouest avec le canton de Genève, au nord avec le canton de Neuchâtel, à l'est avec les cantons de Fribourg et Berne, et au sud-est avec le canton du Valais, ainsi que des frontières nationales avec la France au nord-ouest (frontière terrestre avec les départements de l'Ain, du Jura et du Doubs) et au sud (frontière sur le Léman avec le département de la Haute-Savoie).
- Le canton de Vaud possède une exclave limitrophe des cantons de Fribourg, Berne et Neuchâtel, comprenant les communes d'Avenches, de Vully-les-Lacs et de Faoug, ainsi qu'une partie du lac de Morat.
- Le canton de Genève possède deux exclaves contenant la commune de Céligny et une portion du Léman, dont une enclave dans le canton de Vaud, et une exclave limitrophe du canton de Vaud et de la France.
- Le canton de Fribourg possède trois exclaves ; d'une part deux enclaves dans le canton de Vaud, l'une contenant la commune de Vuissens, et l'autre celles de Surpierre, Cheiry et Prévondavaux ; d'autre part une exclave limitrophe des cantons de Vaud et de Neuchâtel, contenant les communes d'Estavayer-le-Lac, Lully, Les Montets, Sévaz, et Vernay, ainsi qu'une portion du lac de Neuchâtel.

### Géographie physique
Sommets du canton du sud au nord.

#### Alpes

##### Alpes vaudoises
- Grande Dent de Morcles 2 969 m
- Petite Dent de Morcles 2 929 m
- Dent Favre 2 916 m
- Petit Muveran 2 810 m
- Grand Muveran 3 051 m
- Tête à Pierre Grept 2 903 m
- Pointe des Martinets 2 653 m
- Pointe des Savolaires 2 293 m
- Haute Pointe 2 421 m
- Les Diablerets 3 210 m, point culminant du canton
- Culan 2 789 m
- Tête Ronde 3 036 m
- Oldehore 3 123 m

##### Préalpes vaudoises
Sommets des Préalpes vaudoises
- Le Chamossaire 2 112 m
- Pic Chaussy 2 351 m
- Châtillon 2 477 m
- Le Tarent 2 547 m
- La Pare 2 540 m
- Cape au Moine 2 351 m
- Arnehore 2 211 m
- Tour d'Aï 2 330 m
- Tour de Mayen 2 326 m
- Tour de Famelon 2 143 m
- Mont d'Or 2 174 m
- Gros Van 2 189 m
- Monts Chevreuils 1 749 m
- Planachaux 1 925 m
- Dent de Corjon 1 966 m
- Gummfluh 2 457 m
- La Douve 2 169 m
- Rocher du Midi 2 096 m
- Rocher Plat 2 257 m
- Le Rubli 2 285 m
- Pointe d'Aveneyre 2 026 m
- Rochers de Naye 2 042 m
- Dent de Jaman 1 874 m
- Cape au Moine 1 941 m

##### Préalpes fribourgeoises
Sommets des Préalpes fribourgeoises dans le canton de Vaud.
- Vanil Carré 2 195 m
- Gros Perré 2 207 m
- Pointe de Paray 2 374 m
- Vanil Noir 2 389 m
- Rochers des Rayes 2 083 m
- Dent de Savigny 2 252 m
- Dent de Ruth 2 236 m
- Le Mollard 1 752 m
- Le Folly 1 730 m
- Les Pléiades 1 362 m

#### Jura
Du sud-ouest au nord-est
- La Dôle 1 677 m
- Pointe de Poêle Chaud 1 629 m
- La Barillette 1 528 m
- Le Noirmont 1 568 m
- Mont Pelé 1 534 m
- Mont Sâla 1 511 m
- Crêt de la Neuve 1 494 m
- Grand Cunay 1 574 m
- Mont Tendre 1 679 m
- Le Gros Crêt 1 419 m, Mont Risoux
- Dent de Vaulion 1 483 m
- Le Suchet 1 588 m
- Aiguilles de Baulmes 1 560 m
- Le Chasseron 1 608 m
- Mont Aubert 1 339 m
- Le Soliat 1 464 m

### Climat
| Données                         | Station | jan. | fév. | mars | avril | mai  | juin | jui. | août | sep. | oct. | nov. | déc. | année |
| ------------------------------- | ------- | ---- | ---- | ---- | ----- | ---- | ---- | ---- | ---- | ---- | ---- | ---- | ---- | ----- |
| Températures moyennes max. (°C) | La Dôle | 0,1  | −0,4 | 1,6  | 4,7   | 9,7  | 13,2 | 15,9 | 15,7 | 12,1 | 8,7  | 3,3  | 0,9  | 7,1   |
| Températures moyennes max. (°C) | Pully   | 4,4  | 5,6  | 10,1 | 14    | 18,7 | 22,4 | 25   | 24,4 | 19,8 | 14,6 | 8,6  | 5,3  | 14,4  |
| Températures moyennes max. (°C) | Payerne | 3    | 4,9  | 10,1 | 14,1  | 18,8 | 22,3 | 25,2 | 24,5 | 19,7 | 14,1 | 7,3  | 3,8  | 14    |
| Températures moyennes max. (°C) | Aigle   | 4,6  | 6    | 10,6 | 14,6  | 19   | 22,4 | 24,9 | 24,2 | 19,9 | 15,2 | 9    | 5,5  | 14,7  |
| Températures moyennes min. (°C) | La Dôle | −5,0 | −5,4 | −3,6 | −1,2  | 3,1  | 6,1  | 8,5  | 8,7  | 5,8  | 2,9  | −2,0 | −4,2 | 1,1   |
| Températures moyennes min. (°C) | Pully   | 0,3  | 0,7  | 3,5  | 6,4   | 10,7 | 13,8 | 16,1 | 15,9 | 12,6 | 9,1  | 4,2  | 1,4  | 7,9   |
| Températures moyennes min. (°C) | Payerne | −2,5 | −2,2 | 0,8  | 3,4   | 7,8  | 11   | 12,9 | 12,7 | 9,5  | 6,1  | 1,3  | −1,2 | 5     |
| Températures moyennes min. (°C) | Aigle   | −2,4 | −1,6 | 1,5  | 4,4   | 9    | 11,9 | 13,7 | 13,4 | 10   | 6,2  | 1,6  | −1,1 | 5,6   |
| Précipitations (mm)             | La Dôle | 175  | 149  | 160  | 128   | 155  | 148  | 137  | 137  | 154  | 181  | 169  | 195  | 1 888 |
| Précipitations (mm)             | Pully   | 77   | 67   | 78   | 87    | 117  | 112  | 92   | 110  | 114  | 113  | 93   | 92   | 1 153 |
| Précipitations (mm)             | Payerne | 53   | 47   | 60   | 68    | 90   | 90   | 88   | 95   | 84   | 86   | 64   | 66   | 891   |
| Précipitations (mm)             | Aigle   | 69   | 64   | 71   | 70    | 90   | 106  | 110  | 106  | 88   | 83   | 75   | 79   | 1 012 |
| Ensoleillement (heures)         | La Dôle | 114  | 116  | 137  | 141   | 152  | 178  | 205  | 192  | 161  | 139  | 109  | 99   | 1 744 |
| Ensoleillement (heures)         | Pully   | 72   | 97   | 159  | 179   | 201  | 229  | 252  | 234  | 183  | 128  | 79   | 58   | 1 872 |
| Ensoleillement (heures)         | Payerne | 54   | 84   | 143  | 169   | 192  | 221  | 248  | 227  | 169  | 107  | 61   | 44   | 1 719 |
| Ensoleillement (heures)         | Aigle   | 89   | 103  | 150  | 160   | 170  | 194  | 222  | 206  | 173  | 139  | 88   | 76   | 1 770 |
| Source : MétéoSuisse.           |         |      |      |      |       |      |      |      |      |      |      |      |      |       |

### Transport / Mobilité
Le Département des infrastructures a pour mission d'intervenir sur le réseau routier et les transports publics.

#### Réseau routier

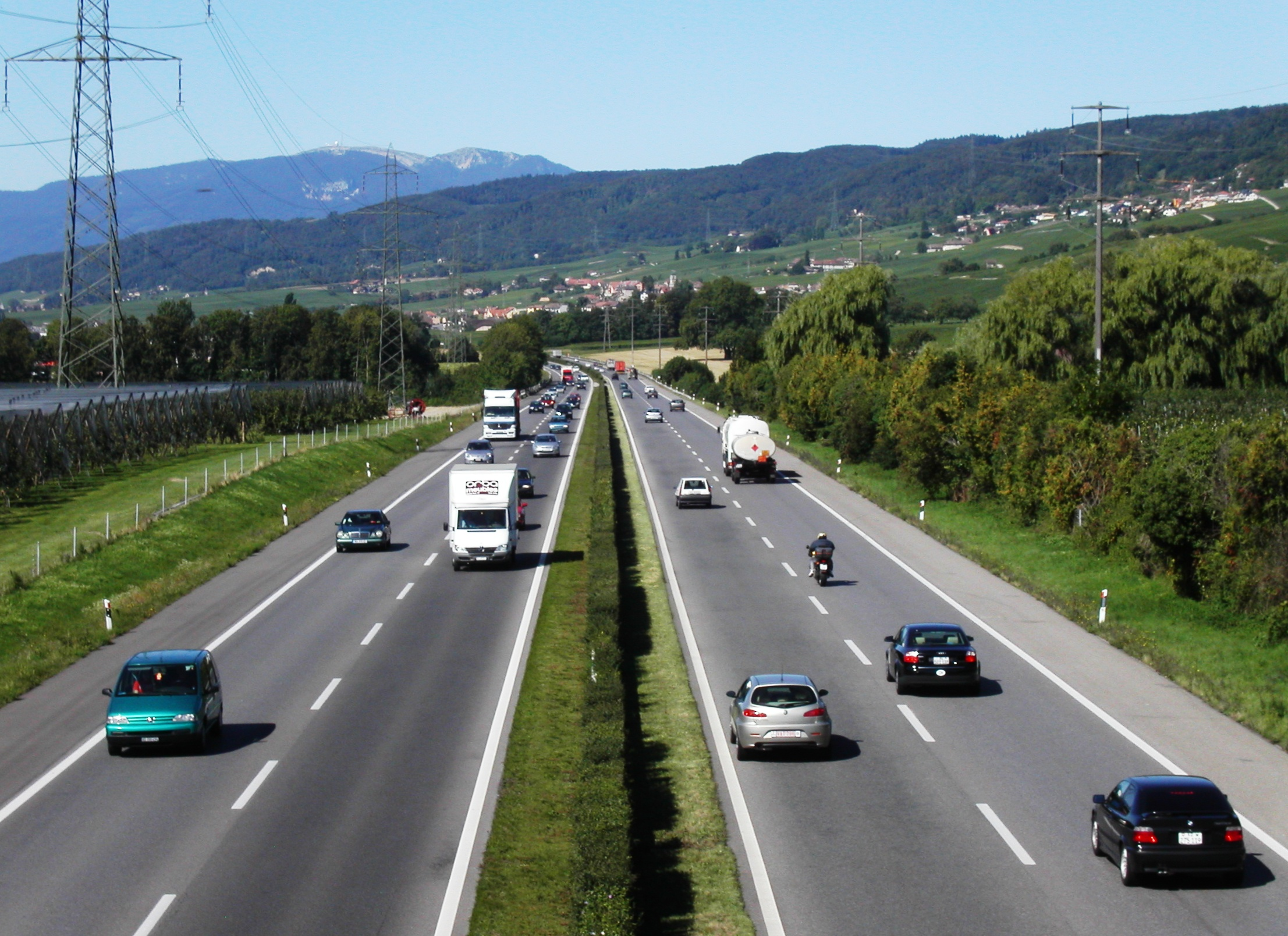
Autoroute A1 à Féchy, avec le massif du Jura au fond.

Le canton possède 206 km de routes nationales et 2 126 km de routes cantonales sur son territoire. La première autoroute a été inaugurée en 1964, reliant Lausanne à Genève. Le canton est traversé par quatre autoroutes et cinq routes principales : l'autoroute A1, l'A5, l'A9, l'A12, la Route principale 1 (H1), la H5, la H9, la H11 et la H21.
Il y a neuf cols sur les routes cantonales : le col de la Croix, du Pillon, du Marchairuz, des Mosses, de la Givrine, du Mollendruz, des Étroits, du Mont d'Orzeires, et du Chalet-à-Gobet.
En 2003, une publication intitulée Les chemins historiques du canton de Vaud a été éditée par l'Office fédéral des routes (OFROU), sous la supervision de l'ancien archéologue cantonal Denis Weidmann, pour le compte de l'inventaire des voies de communication historiques de la Suisse.

#### Réseau ferroviaire
La première ligne de chemin de fer mise en service dans le canton, par la compagnie OS (Ouest Suisse), fut le tronçon Bussigny – Yverdon-les-Bains, le 7 mai 1855, suivie le 1er juillet de la même année, par les tronçons Bussigny – Renens et Renens – Morges, et le 5 mai 1856, Lausanne connaît à son tour les chemins de fer. Deux ans plus tard, en 1858, Lausanne est reliée à Genève. L'année 1860 a vu le réseau s'étendre de Lausanne à Saint-Maurice et il atteindra Brigue dans le canton du Valais en 1878. Le canton de Vaud et Lausanne ont participé financièrement, à hauteur de cinq millions de francs suisses, au percement du tunnel du Simplon qui relie la Suisse à l'Italie, voyant là une occasion de développement de la région lémanique, avec un axe nord-sud grâce à  la ligne du Simplon. En 1862, la ligne Lausanne–Oron-la-Ville–Fribourg–Berne est inaugurée, non sans peine. En effet, les autorités lausannoises ont voulu une liaison plus directe avec Berne. Elles feront même alliance avec les Fribourgeois pour imposer ce trajet contre l'avis du Conseil d'État vaudois. Ce dernier va même brièvement placer la ville de Lausanne sous tutelle en automne 1856 et mobiliser la troupe pour prévenir les troubles. Ces lignes sont aujourd'hui exploitées par les CFF.
Au cours des XIXe et XXe siècles, d'autres chemins de fer ont vu le jour :
Lausanne-Échallens-Bercher (1873), Vallée de Joux, Yverdon-les-Bains, Sainte-Croix (1893), Montreux-Glion-Rochers de Naye (1893 à 1909), Orbe-Chavornay (1894), Bière-Apples-Morges (1895), Pont-Brassus (1886), Aigle-Leysin (1900), Bex-Villars-Bretaye (1901 et 1913), Montreux-Vevey-Riviera (1902), Montreux Oberland bernois (1904), Blonay-Chamby (1904), Aigle-Ollon-Monthey-Champéry (1909), Aigle-Sépey-Diablerets (1914), Nyon-Saint-Cergue-Morez (1916).

#### Transports publics
Le réseau vaudois dessert plus de 2 000 kilomètres (trains et bus) regroupant plus de 2 200 arrêts ou stations. L'offre de transport public régionale se compose de :
24 lignes ferroviaires, dont le Réseau express régional vaudois, 71 lignes de bus régionales, 56 lignes de bus et trolleybus urbains, 2 lignes de métros — le métro de Lausanne est l'unique métro de la Confédération —, 4 funiculaires, 4 lignes lacustres, dont la CGN.

#### Entreprises de transports urbains et suburbains dans le canton
- Transports publics de la région lausannoise
- Transports publics Vevey-Montreux-Chillon-Villeneuve
- Transports publics Vallée de Joux, Yverdon-les-Bains, Sainte-Croix
- Transports publics du Chablais
- Transports de la région Morges-Bière-Cossonay
- Transports publics de la région nyonnaise
- CarPostal

Ces entreprises de transport font partie de la communauté tarifaire Mobilis Vaud, permettant ainsi aux usagers d'emprunter différents moyens de transport avec le même ticket ou abonnement pour se rendre d'un point à un autre.

## Histoire
Au début des Temps modernes, le Pays de Vaud est sous le contrôle de la maison de Savoie. 
Il est conquis par la république de Berne en 1536. 
Le pouvoir bernois disparait le 24 janvier 1798 en raison de l'occupation du pays de Vaud par les armées de la République française. Il devient un canton indépendant du fait de l'Acte de Médiation du Premier Consul français Napoléon Bonaparte le 19 février 1803. Le canton de Vaud entre officiellement dans la Confédération suisse le 14 avril 1803. C'est également à cette date que le Grand Conseil du canton tient sa première séance. 
Depuis cette date, la devise du canton de Vaud est « Liberté et Patrie »,.

## Politique et administration

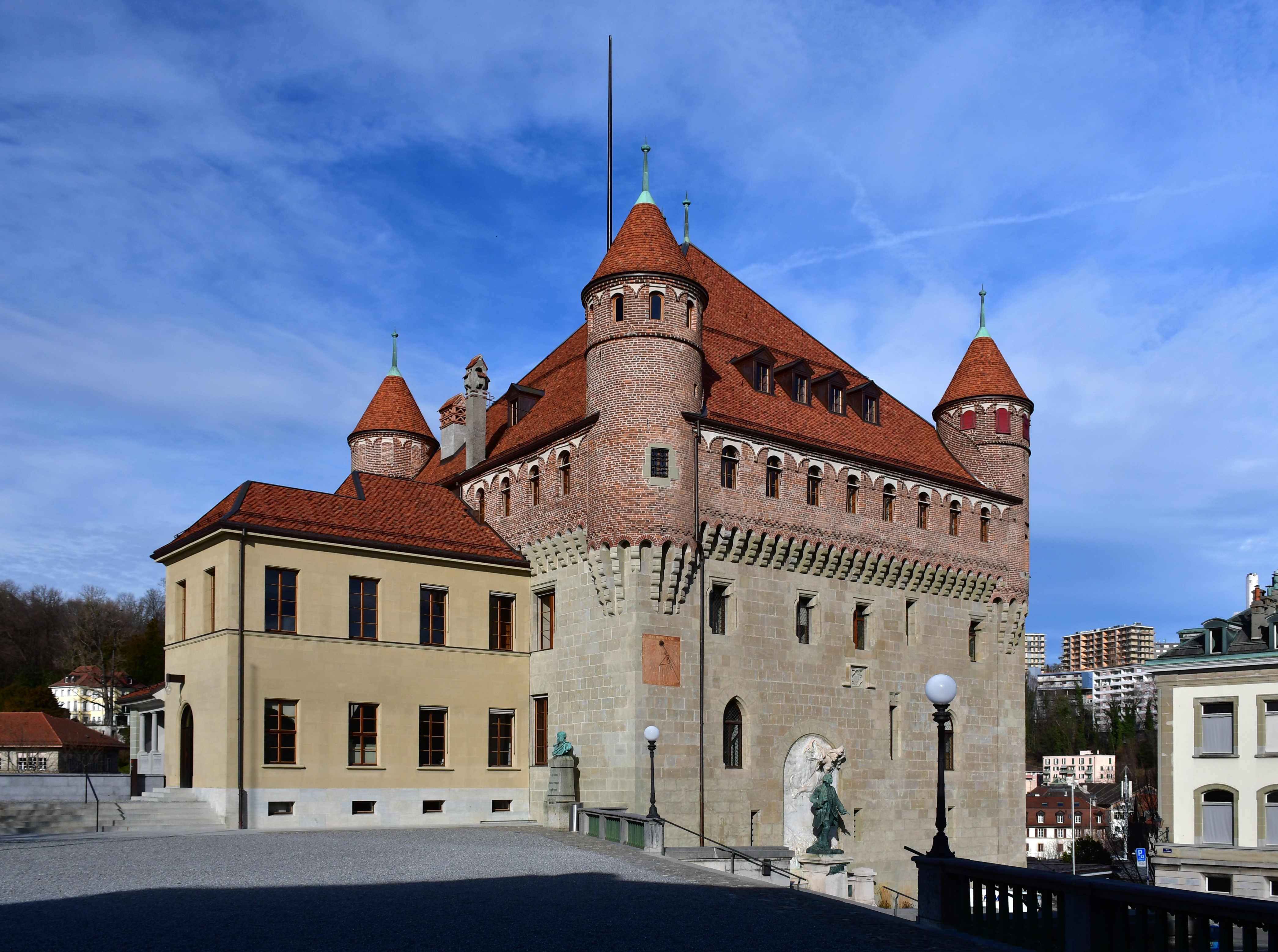
Le château Saint-Maire, siège du Conseil d’État (exécutif) du Canton de Vaud.

Logo du canton de Vaud

L'organisation politique du canton est établie par la Constitution de 2003 résultant de l'assemblée constituante vaudoise.

### Organisation territoriale

#### Pouvoir législatif
Le pouvoir législatif est exercé par le Grand Conseil. Il est composé de 150 députés, qui sont élus à la proportionnelle par districts.

#### Pouvoir exécutif
L'exécutif du canton est en main du Conseil d'État, composé de sept membres, portant le titre de conseiller d'État, élus à la majoritaire pour un mandat de cinq ans.

#### Pouvoir judiciaire
Le pouvoir judiciaire est représenté par l'Ordre judiciaire vaudois, dont la haute surveillance est exercée par la Cour plénière du Tribunal cantonal, composée de 44 juges élus par les députés du Grand Conseil.

#### Districts

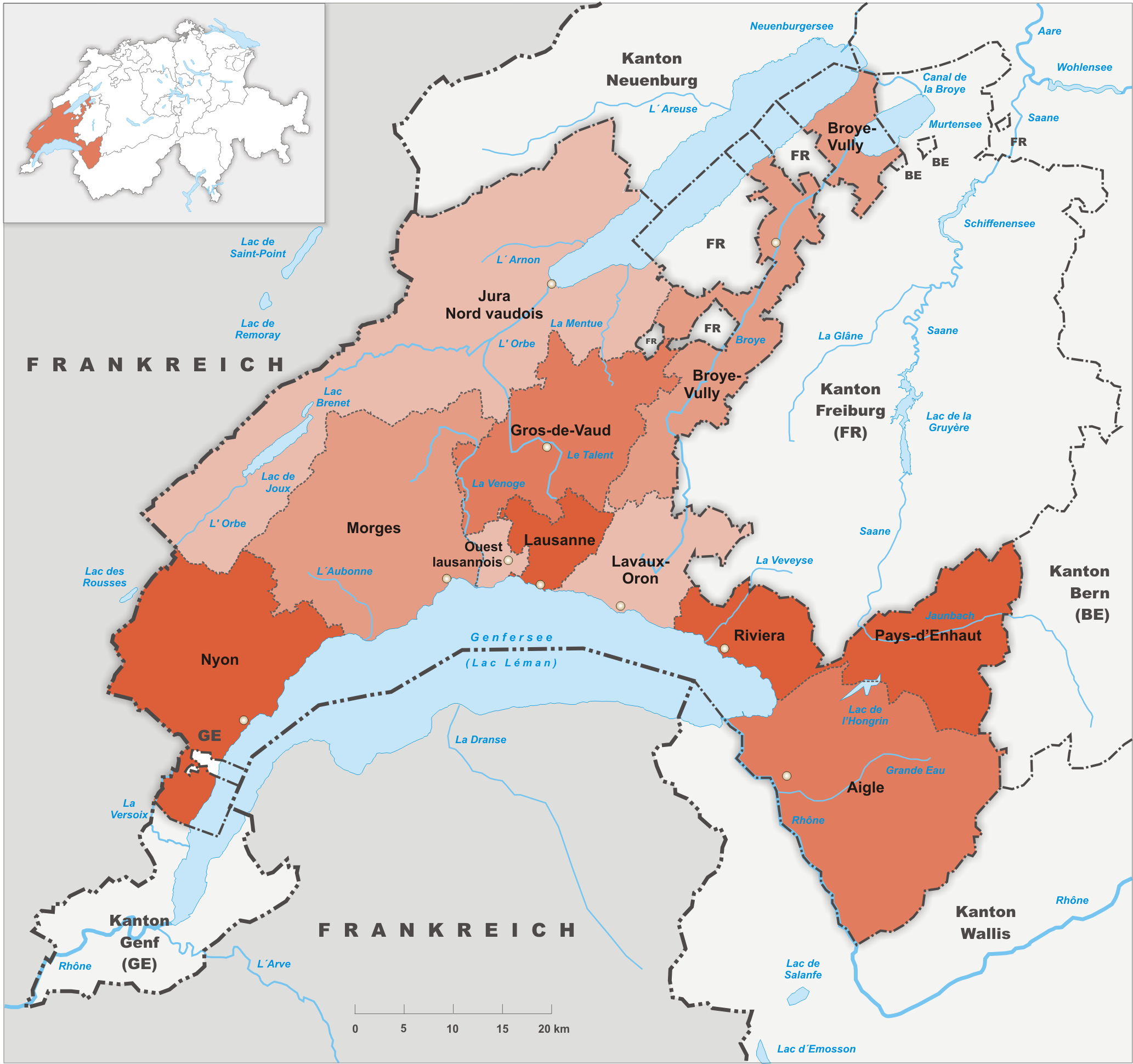
Carte actuelle des districts du canton de Vaud.

| Nom                   | Chef-lieu         |
| --------------------- | ----------------- |
| Aigle                 | Aigle             |
| Broye-Vully           | Payerne           |
| Gros-de-Vaud          | Échallens         |
| Jura-Nord vaudois     | Yverdon-les-Bains |
| Lausanne              | Lausanne          |
| Lavaux-Oron           | Bourg-en-Lavaux   |
| Morges                | Morges            |
| Nyon                  | Nyon              |
| Ouest lausannois      | Renens            |
| Riviera-Pays-d'Enhaut | Vevey             |

#### Communes
Le canton de Vaud regroupe 300 communes au 1er janvier 2022, qui se répartissent dans 10 districts. Auparavant il comptait 376 communes et 19 districts en 2008.
La plus petite commune du canton est Rivaz (31 hectares), la plus grande est Château-d'Œx (11 371 hectares), suivie de la commune du Chenit (9 925 hectares). La commune la moins peuplée est Mauraz avec 64 habitants. La commune la plus peuplée est Lausanne avec 144 160 habitants.
Le chef de l’exécutif d'une localité est appelé le syndic. L'exécutif de la commune se nomme municipalité. Le conseil communal est l'assemblée législative élue communale. Ce dernier est formé de 40  à   100 membres selon la taille et le nombre d'habitants de la commune. Ses tâches principales sont l'acceptation du budget et des comptes ainsi que le contrôle de la gestion de la commune. Les élections législatives ont lieu tous les 5 ans selon la Constitution Vaudoise du 14 avril 2003.
Les communes suivantes, énumérées avec leur population au 31 décembre 2023, sont statistiquement définies comme des villes, :
- Lausanne, 144 160
- Yverdon-les-Bains, 30 202
- Montreux, 26 828
- Nyon, 23 016
- Renens, 21 408
- Vevey, 20 139
- Pully, 19 287
- Morges, 17 720
- Gland, 14 018
- Écublens, 13 320
- La Tour-de-Peilz, 12 595
- Prilly, 12 417
- Aigle, 11 412
- Bussigny, 10 624
- Payerne, 10 545
- Crissier, 9 334
- Le Mont-sur-Lausanne, 9 272

D'autres communes ont obtenu le statut de ville dans l'histoire, :
- Aubonne
- Avenches
- Coppet
- Cossonay
- Cudrefin
- Cully
- Échallens
- Grandcour
- Grandson
- La Sarraz
- Les Clées
- Lutry
- Moudon
- Orbe
- Rolle
- Romainmôtier
- Saint-Prex
- Villeneuve

### Sécurité
Le canton de Vaud dispose d'une police cantonale dont la mission est d'assurer la protection de la population. La police cantonale est organisée en trois services principaux : les services généraux, la gendarmerie et la police de sûreté. Il existe des unités spécialisées comme le Détachement d'action rapide et de dissuasion (DARD) pour les interventions de crise et dangereuses ou l'unité de déminage (NEDEX).
Le territoire vaudois compte 5 établissements pénitentiaires :
- la prison du Bois-Mermet (Lausanne) : détention provisoire[37] ;
- la prison de la Croisée (Orbe) : détention provisoire et courte peine[38] ;
- les établissements de la plaine de l'Orbe (Orbe) - pénitencier de Bochuz, Colonie fermée, Colonie ouverte : exécution de peine, peine longue et internement[39] ;
- la prison de la Tuilière (Lonay) : détention provisoire et exécution de peine pour les femmes / détention provisoire pour les hommes[40] ;
- l'établissement de détention pour mineurs et jeunes adultes « Aux Léchaires » (Palézieux-Gare) : mineurs et jeunes adultes[41].

## Population et société

### Démographie
Troisième canton le plus peuplé de Suisse et premier en Suisse romande, le canton de Vaud compte, au 31 décembre 2023, 845 870 habitants. Ses habitants se nomment les Vaudois et Vaudoises. La population du canton vit principalement dans l'agglomération Lausanne-Morges (PALM) qui compte 402 900 habitants (fin 2014), soit 52,5 % de la population totale. En outre, le canton compte quatre autres agglomérations : l'agglomération yverdonnoise (AggloY), le Grand Genève, la Riviera et le Chablais.
Au milieu du XVIIIe siècle, alors sous administration bernoise, la population vaudoise était d'environ 103 000 habitants dont les 4/5 logeaient à la campagne. En 1803, date d'entrée dans la Confédération suisse, le canton comptait 144 507 habitants, les quatre principales villes totalisent 18 166 habitants. Il était le troisième canton le plus peuplé derrière les cantons de Berne et de Zurich. Depuis le début de la République helvétique, les pasteurs devaient tenir annuellement un tableau des naissances et des décès. Sous l'Acte de médiation, ce travail fut transmis aux administrations municipales. À cette époque, seule 42 % de la population se trouvait sur l'arc lémanique, contre 70 % aujourd'hui, en raison d'une population qui tirait principalement ses revenus de l'agriculture et qui vivait donc dans les campagnes. En 1941, la population était de 343 398 habitants,.
En juin 2021, selon le scénario moyen de Statistique Vaud, la population vaudoise devrait atteindre 1 045 000 habitants d'ici 2050. Le scénario bas serait de 966 560 habitants et le scénario haut de 1 123 390 habitants. Le solde migratoire en expliquerait 66 % (+151 000 personnes) et 34% (+78 000 personnes) de cette croissance serait due à l’excédent des naissances sur les décès (solde naturel). Selon ce scénario moyen, en l'espace de trois siècles, la population aura augmenté de près d'un million d'habitants. Alors qu'il aura fallu deux siècles, entre 1750 (103 000 habitants) et 1950 (379 589 habitants), pour que la population augmente de 275 000 habitants, en un siècle, de 1950 (379 589 habitants) à 2050 (1 045 000 habitants), elle aura augmenté d'environ 665 000 habitants. La population aura ainsi augmenté environ deux fois plus vite en deux fois moins de temps.
Le graphique qui aurait dû être présenté ici ne peut pas être affiché car il utilise l'ancienne extension Graph, désactivée pour des questions de sécurité. Des indications pour créer un nouveau graphique avec la nouvelle extension Chart sont disponibles ici.

En 2008, l'excédent de naissances par rapport aux décès était de 2 278, contre 1 961 en 1998. En parallèle, le solde migratoire était de 1 478 en 1998 et de 14 063 en 2008, étant ainsi la principale cause de l'augmentation de la population et de l'accélération de cette dernière. Le solde migratoire de la population suisse dans le canton de Vaud est pour la majorité des années négatif, baissant de 990 en 1998 et de 554 en 2008 ; il augmenta cependant en 1999 et 2001 de respectivement 266 et 133.

#### Population
La population résidante du canton de Vaud est composée, selon les statistiques du 31 décembre 2015, de 67 % de Suisses et 33 % d'étrangers, totalisant respectivement 513 785 et 253 712 personnes. Entre 1960 et 2013, environ 100 000 étrangers ont acquis la nationalité suisse dans le canton. Parmi les personnes naturalisées entre 2007 et 2011, 40 % sont nées en Suisse et font donc partie de la deuxième ou troisième génération,.
|                              | 1998    | 1999    | 2000    | 2001    | 2002    | 2003    | 2004    | 2005    | 2006    | 2007    | 2008    |
| ---------------------------- | ------- | ------- | ------- | ------- | ------- | ------- | ------- | ------- | ------- | ------- | ------- |
| Résidents étrangers          | 155 720 | 158 610 | 160 851 | 164 480 | 168 108 | 173 997 | 180 162 | 183 338 | 187 628 | 191 613 | 202 605 |
| Pourcentage de la population | 25,6    | 25,9    | 26,1    | 26,4    | 26,8    | 27,4    | 28,0    | 28,2    | 28,5    | 28,7    | 29,6    |
| parmi les moins de 19 ans    | 27,9    | 28,2    | 28,2    | 28,5    | 28,7    | 29,0    | 29,5    | 29,5    | 29,7    | 29,4    | 30,1    |
| parmi les 20 - 39 ans        | 34,6    | 35,0    | 35,3    | 35,5    | 36,2    | 37,3    | 38,2    | 38,5    | 38,9    | 39,2    | 40,4    |
| parmi les 40 - 64 ans        | 23,3    | 23,6    | 23,9    | 24,3    | 24,3    | 24,8    | 25,4    | 25,7    | 26,1    | 26,6    | 27,7    |
| parmi les plus 65 ans        | 9,9     | 10,1    | 10,6    | 11,1    | 11,8    | 12,2    | 12,7    | 13,1    | 13,4    | 13,7    | 14,0    |

En septembre 2009, le taux de chômage de la population atteignait 5,4 % dans le canton de Vaud, soit 17 980 personnes, contre 3,9 % en Suisse. Plus bas qu'en 1997, où il montait à 6,3 %, le taux de chômage actuel est cependant plus élevé qu'en 2000, où il était descendu à 2,7 % ; il remonta à 5,6 % en 2004, pour ensuite redescendre à 4,3 % en 2008, et de continuer sa descente pour arriver au taux actuel de 2,8 %.
De 5,3 % en moyenne, le chômage dans le canton de Vaud atteint 7,2 % dans le district de Lausanne contre 3,4 % dans celui du Gros-de-Vaud. Sur 17 980 chômeurs, 9 883 étaient des hommes et 8 097 des femmes ; 9 551 avaient la nationalité suisse et 8 429 étaient étrangers ; 685 avaient moins de 20 ans, 4 923 entre 20 et 29 ans, 4 866 avaient entre 30 et 39 ans, 4 057 avaient entre 40 et 49 ans, 2 599 avaient entre 50 et 59 ans et 850 plus de 60 ans.
| 1997 | 1998 | 1999 | 2000 | 2001 | 2002 | 2003 | 2004 | 2005 | 2006 | 2007 | 2008 | 2009 | 2010 | 2011 | 2012 | 2013 | 2014 | 2015 | 2016 | 2017 | 2018 | 2019 | 2020 | 2021 |
| ---- | ---- | ---- | ---- | ---- | ---- | ---- | ---- | ---- | ---- | ---- | ---- | ---- | ---- | ---- | ---- | ---- | ---- | ---- | ---- | ---- | ---- | ---- | ---- | ---- |
| 6,8  | 5,1  | 3,8  | 2,7  | 3,0  | 4,1  | 5,2  | 5,6  | 5,2  | 4,6  | 4,0  | 4,3  | 5,9  | 5,6  | 5,3  | 5,1  | 5,3  | 5,1  | 5,2  | 5,0  | 4,4  | 3,9  | 3,6  | 4,9  | 3,7  |

#### Religions
Le tableau suivant détaille la population du canton suivant la religion, en 2014 :
| Religion            | Pourcentage |
| ------------------- | ----------- |
| Catholiques romains | 30,98 %     |
| Sans religion       | 28,37 %     |
| Protestants         | 25,79 %     |
| Autres chrétiens    | 6,07 %      |
| Musulmans           | 4,92 %      |
| Juifs               | 0,33 %      |

### Éducation

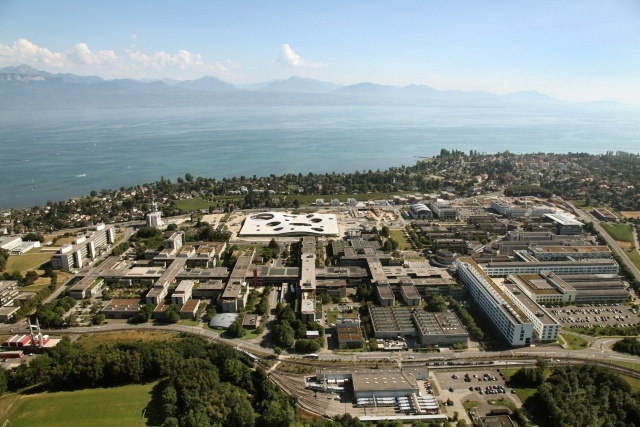
Vue aérienne (2009) de l'École polytechnique fédérale de Lausanne (EPFL), qui forme avec l'université de Lausanne (UNIL) un vaste campus à proximité du Léman.

Le premier plan d’étude du canton de Vaud parut le 19 février 1868. Il émanait du Département de l’instruction publique, créé six ans plus tôt, et d’une loi sur l’instruction primaire du 31 janvier 1865. Ses buts étaient surtout de mettre un terme au désordre qui régnait dans les écoles, où les maîtres enseignaient comme bon leur semblait avec une liberté totale de choix des manuels. Le plan d’études fixait un programme détaillé des diverses matières, le temps à consacrer à leur enseignement ainsi que les ouvrages de référence. Il introduisait aussi une nouvelle discipline : la gymnastique. Il tarda toutefois à s’appliquer car les communes qui avaient la charge de l’enseignement primaire n’étaient pas prêtes à céder leurs prérogatives. De plus, il se heurta à l’opposition des instituteurs, hostiles à toute uniformisation de l’enseignement.
En 1883, les inspecteurs scolaires, chargés de faire un inventaire des ouvrages utilisés dans les classes du canton pour l’Exposition nationale, en dénombrèrent huit cent trente. C’était incontestablement trop. En 1891, un décret du Département annonça la distribution gratuite de manuels choisis pour les premiers degrés. Le virage était pris. L’État allait s’assurer de l’application du programme en unifiant les moyens d’enseignement.
Johann Heinrich Pestalozzi fut l’un des pionniers dans le canton de la pédagogie moderne.
En Suisse, la scolarisation des élèves est confiée aux cantons, de l’école enfantine à l’université (à l’exception des écoles polytechniques fédérales). C’est le Département de l'enseignement et de la formation professionnelle qui assure l’instruction des enfants et des adolescents vaudois. Le canton applique les règles d’HarmoS, qui vise à harmoniser la scolarité obligatoire entre les différents cantons.
Depuis la rentrée scolaire 2013, l’école obligatoire commence l’année durant laquelle l’enfant a quatre ans révolus au 31 juillet. L’école obligatoire se déroule sur onze années d’études réparties en deux degrés : le degré primaire et le degré secondaire I. Le degré primaire dure huit ans répartis en deux cycles de quatre ans, nommés premier cycle primaire (cycle 1) et deuxième cycle primaire (cycle 2). Le degré secondaire I (cycle 3), d’une durée de trois ans, aboutit à un certificat d’études marquant la fin de la scolarité obligatoire. Il y a deux voies dans le degré secondaire I (cycle 3), suivant le niveau des élèves, la voie prégymnasiale et la voie générale.
Au terme de leurs scolarités obligatoires, les élèves peuvent poursuivre une dixième année de raccordement. Par la suite, de nombreuses formations s’offrent à eux.
La rentrée scolaire a lieu vers la fin août, et la fin de l’année scolaire a lieu vers le début du mois de juillet. Les vacances scolaires vaudoises sont :
- le lundi du Jeûne fédéral ;
- deux semaines de vacances au mois d’octobre ;
- deux semaines vers Noël et Nouvel an ;
- une semaine de relâche au mois de février ;
- deux semaines lors des vacances de Pâques au mois d’avril ;
- deux jours lors du pont de l’Ascension ;
- le lundi de Pentecôte.

Le canton possède un pôle de recherche et de formation au rayonnement international, comprenant les établissements suivants :
- École polytechnique fédérale de Lausanne (EPFL) ;
- Université de Lausanne (UNIL) ;
- Bibliothèque cantonale et universitaire - Lausanne (BCU) ;
- Haute École d'ingénierie et de gestion du canton de Vaud (HEIG-VD) ;
- Institut suisse de recherche expérimentale sur le cancer (ISREC) ;
- International Institute for Management Development (IMD) ;
- Institut de hautes études en administration publique (IDHEAP) ;
- École hôtelière de Lausanne (EHL) ;
- École cantonale d'art de Lausanne (ECAL) ;
- Conservatoire de Lausanne.

### Santé
Selon un recensement effectué en 2011, le canton dispose de 3 748 lits, qui ont permis d'assurer la prise en charge de 119 400 patients. Ces chiffres couvrent aussi bien les hôpitaux publics que les hôpitaux privés.
2 480 lits concernent les soins somatiques aigus de type A dont 240 lits de soins intensifs. Les hôpitaux reconnus d’intérêt public en mettent 1 951 à disposition avec un taux d’occupation de 88 %. Les cliniques regroupent 529 lits avec un taux d’occupation de 47 %.
719 lits sont affectés aux traitements de réadaptation et de soins palliatifs dont 556 par les hôpitaux reconnus d’intérêt public (taux d’occupation de 80 %) et 163 par les cliniques
privées (taux d’occupation de 61 %). 549 lits sont attribués à la prise en charge de cas psychiatriques. Les hôpitaux reconnus d’intérêt public en regroupent 459 avec un taux d’occupation de 81 %. Les cliniques offrent 90 lits avec un taux d’occupation de 85 %.
Hôpitaux publics :
- Centre hospitalier universitaire vaudois (CHUV), répartis sur six sites, avec 1 385 lits, est le plus grand hôpital du canton, et l'un des cinq hôpitaux universitaires de Suisse.
- Établissements hospitaliers du Nord vaudois (eHnv), sur quatre sites, avec 363 lits.
- Ensemble hospitalier de la Côte (EHC), répartis sur trois sites, avec 265 lits.
- Groupement hospitalier de l'Ouest lémanique (GHOL), avec 143 lits.
- Hôpital Riviera-Chablais, établissement intercantonal (Vaud, Valais) réparti sur six sites, avec 468 lits.
- Hôpital intercantonal de la Broye (Vaud, Fribourg), réparti sur deux sites, avec 152 lits.
- Hôpital du Pays d'Enhaut, avec 24 lits.
- Hôpital de Sainte-Croix, avec 18 lits.
- Hôpital de Lavaux (réadaptation et soins palliatifs), avec 61 lits.
- Rives neuves à Blonay (soins palliatifs), avec 20 lits.
- Institution de Lavigny (réadaptation), avec 41 lits.
- Fondation de Nant à Corsier-sur-Vevey (psychiatrie), avec 74 lits.

Parmi les cliniques privées, il y a notamment la clinique de Montchoisi, la clinique de La Source, la clinique de Longeraie, la clinique la Lignière, la clinique de Genolier, la clinique CIC Riviera, la clinique La Métairie, la clinique Bois-Cerf (Hirslanden) et la clinique Cecil (Hirslanden).
La politique d'aide et de soins à domicile, ainsi que les mesures en matière de promotion de la santé et de prévention, sont gérés notamment, par l'association vaudoise d’aide et de soins à domicile (AVASAD), qui regroupent les 53 centres médicaux-sociaux (CMS) répartis dans le canton, par les services sociaux privés spécialisés et par les associations d'entraide.
Concernant les établissements médicaux-sociaux (EMS), accueillant principalement les personnes âgées, le canton compte plus de 150 établissements totalisant près de 6 000 lits, répartis sur tout son territoire. Leur capacité d'accueil peut varier entre 10  et   150 lits.
Au vu de l'augmentation et du vieillissement de la population, la priorité du département de la santé et de l'action sociale pour les prochaines années, est de répondre à l'augmentation de l'offre pour absorber les problèmes de santé de la population à venir. En 2030, un Vaudois sur cinq aura plus de 65 ans. À cette date, la proportion des personnes âgées de 80 ans et plus aura augmenté de 75 %.

### Sports
- À Lausanne, le chef-lieu du canton de Vaud, se trouve le Comité international olympique (CIO) et ses nombreuses organisations sportives.
- En 1997, les championnats du monde de gymnastique artistique se sont tenus à Lausanne.
- Athletissima, un meeting d'athlétisme qui se déroule chaque année au stade olympique de la Pontaise à Lausanne.
- En 2011, a eu lieu la 14e Gymnaestrada à Lausanne.
- Du 9 au 22 janvier 2020 : Jeux olympiques de la jeunesse d'hiver[69].

## Économie
Les sièges de multinationales suisses telles que Nestlé (Vevey), BOBST (Mex), SICPA (Prilly) se trouvent dans le cantons de Vaud. Selon KPMG, le canton de Vaud possède une fiscalité d'entreprise attractive en raison de son impôt sur les bénéfices inférieur à la moyenne suisse.
De nombreuses multinationales sont également implantées sur le territoire vaudois : Philipp Morris, British American Tobacco, Chiquita ainsi que d'autres sociétés.

### Compte public
Les comptes 2009 de l'État de Vaud se sont soldés par un excédent de 378,7 millions de francs suisses. c'est le cinquième exercice positif après quinze ans de déficits. La dette du canton quant à elle a été ramenée à moins de 2,5 milliards, entraînant ainsi une diminution de 16 millions de la charge d'intérêts.[réf. nécessaire]
Le canton prévoit de dépenser en 2010 une somme de l’ordre de 7,4 milliards de francs suisses (sans les charges extraordinaires d’un montant de 117,7 millions de francs suisses).
Le graphique qui aurait dû être présenté ici ne peut pas être affiché car il utilise l'ancienne extension Graph, désactivée pour des questions de sécurité. Des indications pour créer un nouveau graphique avec la nouvelle extension Chart sont disponibles ici.

Sur 100 francs suisses, le budget prévoit de consacrer en 2003, 2013 et 2023 :
Le graphique qui aurait dû être présenté ici ne peut pas être affiché car il utilise l'ancienne extension Graph, désactivée pour des questions de sécurité. Des indications pour créer un nouveau graphique avec la nouvelle extension Chart sont disponibles ici.

#### Dette
La dette publique du canton de Vaud s'élevait à 2,8 milliards de francs en 1992. Après une augmentation jusqu'en 2004 pour atteindre son point culminant de 8,65 milliards, la dette a diminué de manière constante jusqu'en 2013 pour atteindre 475 millions de francs. Cette forte baisse permit au canton de Vaud d'améliorer sa notation financière passant du simple « A » au « AAA ».
Entre 2013 et 2019, la dette a atteint 975 millions de francs suisse. Depuis 2019 et selon les projections de l'exécutif, la dette restera au même niveau jusqu'en 2023.
Le graphique qui aurait dû être présenté ici ne peut pas être affiché car il utilise l'ancienne extension Graph, désactivée pour des questions de sécurité. Des indications pour créer un nouveau graphique avec la nouvelle extension Chart sont disponibles ici.

### Énergies

#### Charbon
Dès le début du XVIIIe siècle, le gouvernement bernois a encouragé l'extraction de « charbon de terre » pour protéger les forêts, menacées par une exploitation intensive. Les plus importantes mines de charbon du canton de Vaud suivent un banc de molasse qui part du secteur de Lavaux, pour s’étendre à la région d'Oron. Ce banc recèle de minces filons d'un lignite noir passant à la houille, riche en souffre, ce qui en diminue l'emploi. Sont particulièrement concernées les communes de Pully, Paudex, Lutry (surtout La Conversion et Corsy), Belmont-sur-Lausanne, en somme le vallon de la Paudèze et le bassin du Flonzel. À l'est, une exploitation significative s'est concentrée dans le secteur de Châtillens et Oron. Dès les années 1860, cependant, avec le développement du chemin de fer et l’importation de charbon étranger de meilleure qualité, on observe une diminution progressive du nombre de sociétés minières. Durant les deux grandes guerres mondiales, en raison des difficultés d'approvisionnement en énergie fossile, cette ressource minière retrouvera un certain intérêt, et certaines mines sont remises en activité. Ainsi, le bassin de la Paudèze et d'Oron livre quelque 1 500 tonnes de houille durant la Première Guerre mondiale et dix mines rouvertes entre Paudex et Oron fournissent 95 000 tonnes durant le Second conflit mondial.

#### Hydrocarbures
Des traces, à la surface du sol, permettent parfois de déduire la présence d’hydrocarbures. On trouve en effet une molasse imbibée de pétrole dans la région d’Yverdon et Orbe et des fuites de gaz naturel ont pu être observées à Cuarny. La région possède une longue histoire de la recherche géologique pétrolière, celle-ci ayant commencé déjà au XVIIIe siècle, avec la recherche, tout d’abord, d’asphalte et de bitume. Mais les premiers forages proprement dits, pour la recherche de pétrole en Suisse, ont été menés en 1912 à Chavornay, atteignant une profondeur de 455 m. Des essais de prospection sismique, entrepris dans le monde dès 1923, sont tentés pour la première fois dans le canton de Vaud en 1928.
La Société anonyme des hydrocarbures (SAdH) est fondée à Lausanne en 1934. Un forage entrepris vers 1936-1940 à Cuarny, atteint une profondeur de près de 2 300 m. Mais cette expérience, tentée sur des bases peu scientifiques, est un désastre. Une autre tentative, à Servion, en 1938, restera elle aussi sans succès, tout comme celles de Chapelle-sur-Moudon et de Savigny vers 1954. La SAdH poursuit ses recherches, notamment à Essertines-sur-Yverdon, où, en 1962-1963, au cours d’un forage qui a atteint une profondeur de plus de 2 936 m, quelque cent tonnes de pétrole de qualité ont pu être extraites. Toutefois, le manque de perméabilité de la roche-réservoir a empêché une exploitation industrielle.

## Culture locale

### Emblèmes
Le canton de Vaud a pour emblèmes un drapeau et un blason. Les armoiries de Vaud se blasonnent : Coupé, au 1 d’argent chargé des mots LIBERTÉ ET PATRIE rangés sur trois lignes, aux lettres d’or bordées de sable, au 2 de sinople.

### Langues
Le tableau suivant détaille la population du canton suivant la langue principale, : 
| Langue principale           | 2014    | 2020    |
| --------------------------- | ------- | ------- |
| Français                    | 83,77 % | 82,40 % |
| Portugais                   | 8,47 %  | 7,51 %  |
| Anglais                     | 8,04 %  | 9,10 %  |
| Allemand                    | 6,34 %  | 5,15 %  |
| Italien                     | 5,10 %  | 5,00 %  |
| Espagnol                    | 4,25 %  | 3,88 %  |
| Albanais                    | 2,15 %  | 2,37 %  |
| Langues slaves méridionales | 1,82 %  | 1,61 %  |
| Autres                      | 6,19 %  | 6,75 %  |

Note : les personnes interrogées ont la possibilité de mentionner plusieurs langues principales.

## Patrimoine naturel
Le 28 juin 2007, les vignobles de Lavaux donnant sur le Lac Léman ont été inscrits au patrimoine mondial de l'humanité de l'UNESCO.